# Анохин, Юрий Михайлович
Ю́рий Миха́йлович Ано́хин (род. 19 июня 1956, с. Паниковец, Колпнянский район, Орловская область, РСФСР, СССР) — советский, а затем российский офицер спецназа, участник двух чеченских войн, полковник милиции, Герой Российской Федерации (2000).

## Биография
Юрий Анохин родился 19 июня 1956 года в деревне Паниковец Колпнянского района Орловской области. Окончил среднюю школу и Болховское педагогическое училище, после чего работал учителем физической культуры в школе. В 1976—1978 годах служил в частях морской пехоты. После демобилизации Анохин поступил на юридический факультет Воронежского государственного университета, который окончил в 1983 году. Был направлен на службу в органы МВД СССР, был следователем, затем оперуполномоченным.
В 1992 году Анохин был назначен заместителем начальника СОБР УБОП при УВД Воронежской области. Принимал участие в нескольких десятках операций по обезвреживанию особо опасных преступников. Неоднократно ездил в боевые командировки, в том числе в Северную Осетию и Ингушетию. Участвовал в боевых действиях во время первой чеченской войны, два раза был контужен. Осенью 1999 года Анохин прибыл уже в четвёртую по счёту командировку в Чечню. В декабре того же года Анохин возглавил операцию по освобождению захваченного чеченскими сепаратистами в плен российского лётчика, во время которой его группа не понесла потерь, уничтожив несколько боевиков.
Указом Президента Российской Федерации № 633 от 4 апреля 2000 года за «мужество и героизм, проявленные в ходе контртеррористической операции на Северном Кавказе» подполковник милиции Юрий Анохин был удостоен высокого звания Героя Российской Федерации с вручением медали «Золотая Звезда».
В дальнейшем Анохин продолжал службу в органах МВД РФ. Занимается политической деятельностью. Проживает в Воронеже.
Мастер спорта СССР по боксу.
В честь Анохина его прижизненный бюст установлен в Колпнах.

## Награды
- Герой Российской Федерации (4 апреля 2000 года);
- три ордена Мужества;
- медаль «300 лет Российскому флоту»;
- медаль «200 лет МВД России»;
- медаль «В память 200-летия Минюста России»;
- медаль «За безупречную службу» I, II и III степени;
- медаль «За службу на Северном Кавказе»;
- медаль «За ратную доблесть»;
- медаль «За верность долгу и Отечеству»;
- знаки: «Почётный сотрудник МВД», «Участник боевых действий», «Мастер спорта СССР»;
- удостоен права ношения крапового берета.